# ナインパズル
ナインパズルは、酒井まゆによる日本の漫画作品である。集英社の雑誌『りぼん』で2002年に連載された。

## あらすじ
将来の夢がなく、平凡な日々を過ごしていた中学二年生・沢村未花は、ビリヤードに夢中の同級生・水上楓と知り合う。とある出来事がきっかけで、未花はビリヤードの世界にのめり込んでいく―。

## 登場人物
沢村未花
明るくて元気な中学二年生。平凡な日々を過ごしており、夢中になれるのものがなかったが、ビリヤードに興味を持ち始める。4月10日生まれ。
水上楓
未花の同級生。どこか近寄りがたい雰囲気をしている。ビリヤードが得意。12月23日生まれ。

## 単行本
集英社のりぼんマスコットコミックスより全2巻が発売された。2014年より電子版が発売されている。
1. 単行本 2002年10月15日発売・電書版 2014年3月25日発売 [1]
2. 単行本 2002年12月11日発売・電書版 2014年3月25日発売 [2]